# John Cyril Porte
John Cyril Porte (Bandon, 26 febbraio 1884 – Brighton, 22 ottobre 1919) è stato un pioniere dell'aviazione e ufficiale britannico, nonché inventore, aviatore e progettista di idrovolanti presso la Seaplane Experimental Station, base sperimentale della Royal Navy sita a Felixstowe.
Personaggio poliedrico nell'ambito dell'aviazione, pluridecorato, il suo nome è legato allo sviluppo degli idrovolanti in ambito militare, nelle imprese aeronautiche come il tentativo di trasvolata oceanica e nelle competizioni aeree.